# Salsa Valentina

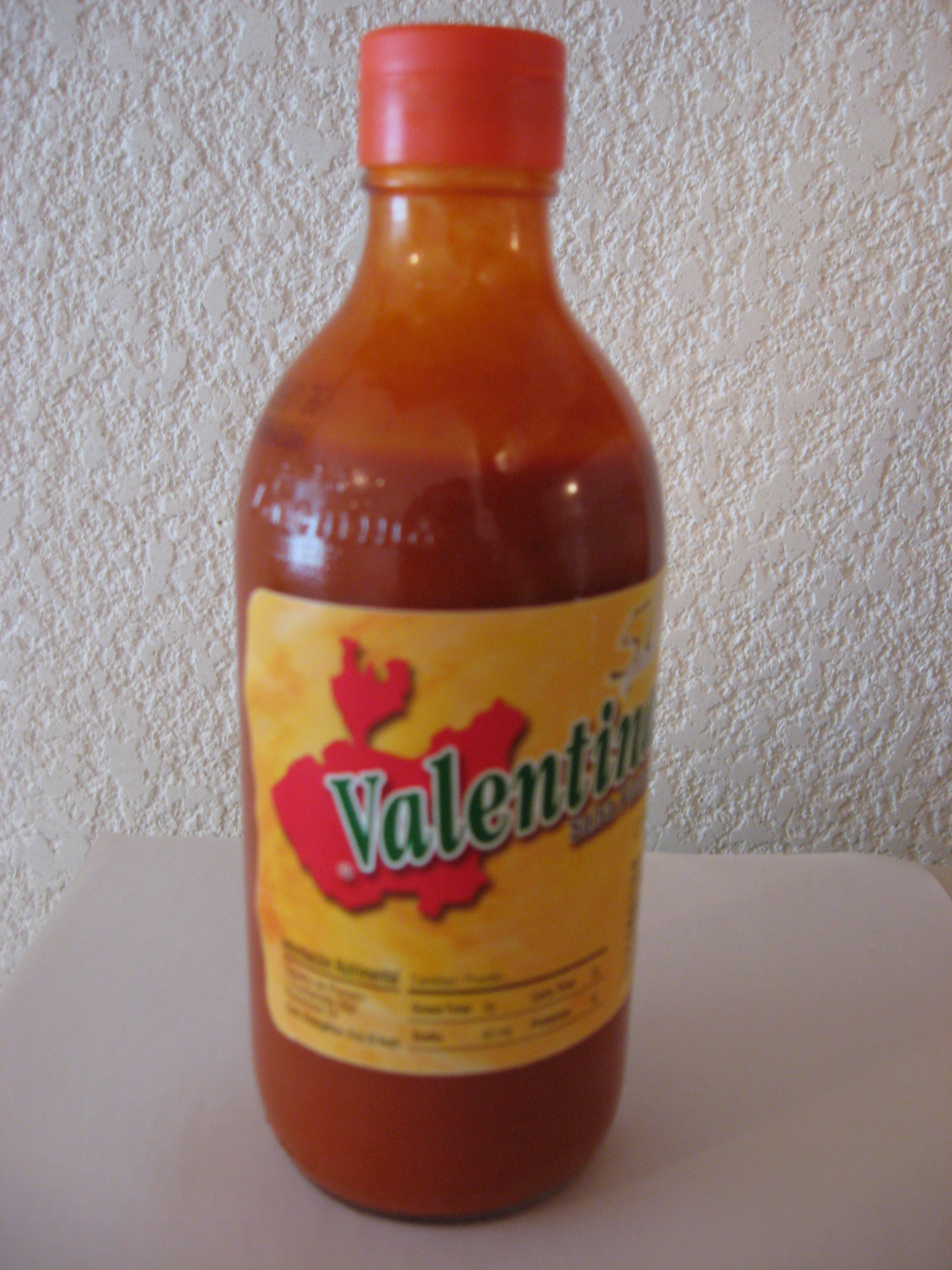
Envase común de Salsa Valentina.

Salsa Valentina o  Valentina es una salsa picante de origen mexicano. Es elaborada y comercializada por la empresa Salsas Tamazula, S.A. de C.V., ubicado en Tamazula, Jalisco, México.

## Historia
Salsa Tamazula surge en 1960 como un negocio familiar, de la mano de Manuel Maciel Méndez, en la ciudad de Guadalajara, Jalisco, México.
Inicio con un solo producto, la salsa Tamazula, la cual tuvo gran éxito y aceptación, lo que motivó a la empresa a lanzar nuevos productos, como la Salsa Valentina y Costa Brava.
A la fecha, la Salsa Valentina se consigue en toda la República Mexicana, además de los Estados Unidos, Canadá, el Reino Unido, España, Francia, Italia y algunos países centroamericanos y sudamericanos.

## Variedades
La salsa Valentina tiene tres variedades: Etiqueta amarilla (picante), etiqueta negra (extra picante) y etiqueta azul (para productos del mar); está disponible en varias presentaciones (4 L, 1 L, 370 mL, 125 mL, marisquera 140 mL y chile en polvo 140 mL).  También disponible con palomitas de Maíz (ACT II Salsa picante Valentina style), gracias a un acuerdo de colaboración entre Grupo Tamazula y Conagra Brands/Conagra Foods México.

## Ingredientes
Entre los ingredientes de la salsa valentina (etiqueta amarilla) se encuentran: 
- Agua
- Chiles secos puyas
- Ácido acético
- Sal yodada
- Condimentos
- Especias
- 0.1% de benzoato de sodio

## Datos curiosos
Sorprende el uso de esta salsa para limpieza de objetos metálicos, como el bronce y el cobre.
En Ciudad Juárez, Chihuahua, la Dirección de Cultura del municipio limpió más de cien esculturas con salsa Valentina.
En entrevista, Manuel Maciel Méndez explica de dónde proviene el nombre de la salsa “Por el personaje de la Revolución Mexicana, una mujer brava, La Valentina”. Se trata de Valentina Ramírez Avitia, una mujer soldado que, vestida de hombre, se unió a las tropas maderistas a los 17 años de edad.